# Biosfærereservat Flusslandschaft Elbe-Brandenburg
Biosfærereservat Flusslandschaft Elbe-Brandenburg eller Biosfærereservat Flodlandskabet Elben-Brandenburg er et biosfærereservat i den tyske delstat Brandenburg.
Biosfærereservat Flusslandschaft Elbe-Brandenburg, der har et areal på 533 km², ligger i den vestlige del af Brandenburg. Det strækker sig langs den østlige bred af floden Elben mellem byerne Dömitz i Mecklenburg-Vorpommern i nordvest og Quitzöbel i sydøst.
Til reservatet hører vådområdet Lenzer Wische og de historiske byer Lenzen, Bad Wilsnack, Wittenberge, hansestaden Perleberg, storkebyen Rühstädt og moseområdet Rambower Moor samt Plattenburg, der er en af de ældste borge i Brandenburg.

## Ekstern henvisning
- grossschutzgebiete.brandenburg.de Arkiveret 5. april 2007 hos  Wayback Machine

52°59′42″N 11°47′39″Ø / 52.99497°N 11.79419°Ø